# Кривск (Псковская область)
Кри́вск — деревня в Печорском районе Псковской области России. Входит в состав сельского поселения «Круппская волость».
Расположена на севере района, на берегу Псковского озера, в 8 км к юго-востоку от волостного центра, деревни Крупп.

## Население
Численность населения деревни составляет 57 жителей (2000 год).
| 2001 | 2002 | 2010 |
| ---- | ---- | ---- |
| 57   | ↘56  | ↗65  |